# VI Congresso panucraino dei Soviet
Il Sesto Congresso panucraino dei Soviet dei deputati degli operai, dei braccianti e dei soldati dell'Armata Rossa si tenne a Charkiv dal 14 al 17 dicembre 1921.

## Decisioni
Furono adottati i decreti "Sulla distribuzione del grano ai comitati dei braccianti poveri" e "Sulla semina in primavera nel 1922", che riguardava le misure specifiche perché lo Stato fornisse assistenza ai braccianti.
Secondariamente, fu deciso il rafforzamento dell'Armata Rossa e della Flotta Rossa.
Il Congresso elesse 198 membri e 62 candidati per il Comitato Esecutivo Centrale panucraino e 51 candidati per il Comitato Esecutivo Centrale panrusso. Lenin fu nominato membro onorario del Comitato Esecutivo Centrale panucraino. Le decisioni prese al Congresso furono molto importanti per creare le condizioni per permettere la realizzazione della Nuova Politica Economica.